# Шемовци
Шемовци су насељено место у саставу општине Вирје у Копривничко-крижевачкој жупанији, Република Хрватска.

## Историја
До територијалне реорганизације у Хрватској налазили су се у саставу старе општине Ђурђевац.

## Становништво
На попису становништва 2011. године, Шемовци су имали 512 становника.

## Попис1991.
На попису становништва 1991. године, насељено место Шемовци је имало 608 становника, следећег националног састава:
| Попис 1991.‍  | Попис 1991.‍  | Попис 1991.‍ | Попис 1991.‍ | Попис 1991.‍ |
| ------------ | ------------ | ----------- | ----------- | ----------- |
|              |              |             |             |             |
| Хрвати       | Хрвати       |             | 595         | 97,86%      |
| Роми         | Роми         |             | 8           | 1,31%       |
| Мађари       | Мађари       |             | 1           | 0,16%       |
| неопредељени | неопредељени |             | 2           | 0,32%       |
| непознато    | непознато    |             | 2           | 0,32%       |
| укупно: 608  |              |             |             |             |